# Forêt nationale du Crepori
La forêt nationale du Crepori (portugais : Floresta Nacional do Crepori) est une forêt nationale brésilienne. Elle se situe dans la région Nord, dans l'État du Pará.
Le parc fut créé en 2006 et couvre une superficie de 739 806 hectares.
Il s'étend sur le territoire de la municipalité de Jacareacanga.